# Shimon bar Yohai
Rabbi Shimon bar Yoḥai (Aramaico: רבן שמעון בר יוחאי, Shimon figlio di Yohai, Simon figlio di Yohai o semplicemente Rashbi; in Ebraico רשב"י, da  Rabbi Shimon bar Yohai). Nel Sefer haZohar viene persino chiamato anche da Rav Yossi, Grande sorgente di luce; I secolo – II secolo (33 del conteggio dell'Omer di un anno sconosciuto) è stato un rabbino ebreo antico.

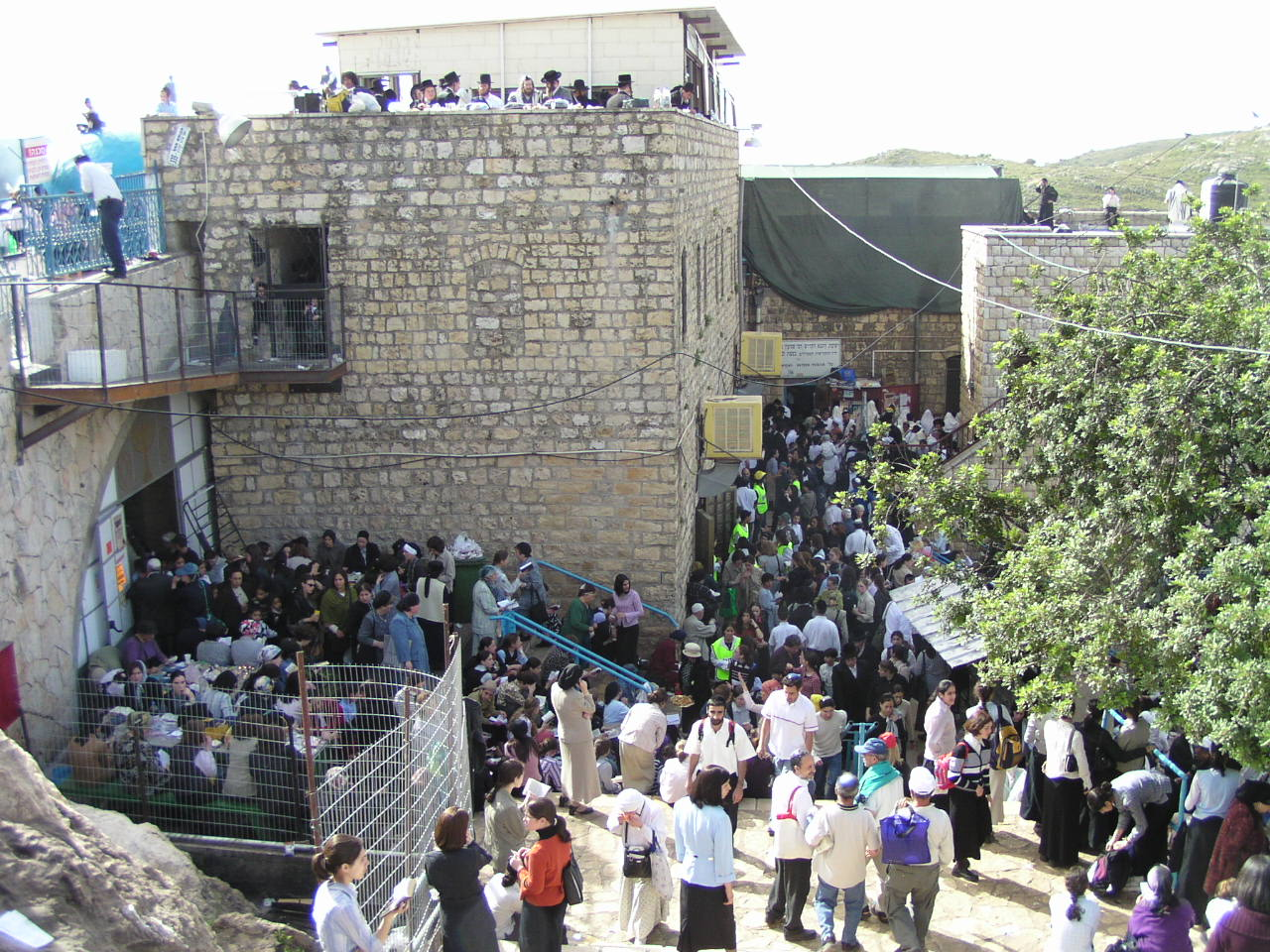
La tomba di Rabbi Shimon bar Yohai a Meron durante il Lag Ba'omer.

Visse all'età dei Tannaim (studiosi della Mishnah) nell'area oggi israeliana che alla sua epoca era però sotto amministrazione dell'Impero romano, dopo la distruzione del Secondo Tempio, secondo il Talmud nel 70 d.C.

## Biografia
Shimon bar Yohai studiò a Yavne, vicino Bnei Brak, in una yeshiva fondata da Rabbi Akiva Ben Joseph, di cui divenne il più eminente discepolo. A lui si attribuisce tradizionalmente lo Zohar ("Lo Splendore"), il capolavoro del misticismo ebraico che sembra però essere stato effettivamente messo per iscritto solo verso il XIII secolo.  Inoltre a lui sono attribuite le importanti omelie di carattere legale, chiamate Sifre e Mekhilta, rispettivamente un commentario del libro dei Numeri e del Deuteronomio e dell'Esodo.
Rabbi Shimon bar Yohai compì tutta la propria missione di Zadik nel corso della sua vita e per questo il Popolo ebraico è lieto e festeggia Lag baOmer. Anche suo figlio Rabbi Eleazar ben Shimon fu un noto studioso e Zadik.

## Critica di Roma

L'albero cabalistico della vita, con la spada fiammeggiante in giallo, a significare la spada che protegge il Giardino in Eden e l'albero della vita stesso.

Secondo il Talmud, Rabbi Shimon bar Yochai criticò il governo romano e fu costretto a nascondersi con suo figlio in una grotta per tredici anni sino a quando venne eletto un nuovo Cesare ed il decreto contro i rabbini venne cancellato. Scelsero una cava nei pressi di Peki'in, dove le tradizioni indicano che presso l'imboccatura sorgeva un carrubo, dei cui frutti i due si alimentarono miracolosamente per quel lunghissimo periodo, bevendo l'acqua di una sorgente vicina. Risolte in tal modo le impellenze di cibo e bevande, anche grazie alle loro mogli che li fornivano loro di nascosto, essi si immersero nelle preghiere e nello studio della Torah, evitando il freddo, seppellendosi quasi per intero nella sabbia della caverna.
Secondo lo storico Heinrich Graetz, i sentimenti antiromani di Shimon lo portarono alla condanna comminatagli da Varna verso il 161 d.C. Egli sfuggì alla pena rifugiandosi, per l'appunto, in una caverna. Uscitone poi, il Rabbi si trasferì a Tiberiade e in altre città della Galilea.

A lui l'angelo Metatron avrebbe rivelato la fine del mondo e l'avvento del Messia.

## Opere e leggende
Si guadagnò la reputazione di operatore di miracoli, e per questo sarebbe stato ufficialmente inviato a Roma, in cui la leggenda narra che avrebbe esorcizzato la figlia dell'Imperatore, posseduta da un demonio che Shimon riuscì ad obbligare ad abbandonare il corpo della giovane.
Il rabbi si occupò molto circa gli aspetti della Legge ebraica e le sue decisioni sono citate di frequente. A lui furono attribuite le importanti omelie legali chiamate Sifre e Mekhilta, e sopra ogni cosa a lui si attribuisce lo Zohar, il principale capolavoro della Qabbalah.
Il più importante resoconto degli insegnamenti di Shimon si trova nell'opera di W. Bacher, la Agada der Tannaiten, ii. pp. 70–149. Quando il Talmud attribuisce un insegnamento a Rabbi Shimon, senza specificare di quale Rabbi Shimon si tratti, vuol dire che parla di Shimon bar Yohai.
Esiste un testo della tradizione ebraica della Qabbalah secondo cui chi ha in visione il volto di Rabbi Shimon bar Yochay è certo di "aver parte" nel Mondo futuro; ciò, sebbene simile, è differente dalla visione del profeta Elia.

## Anniversario

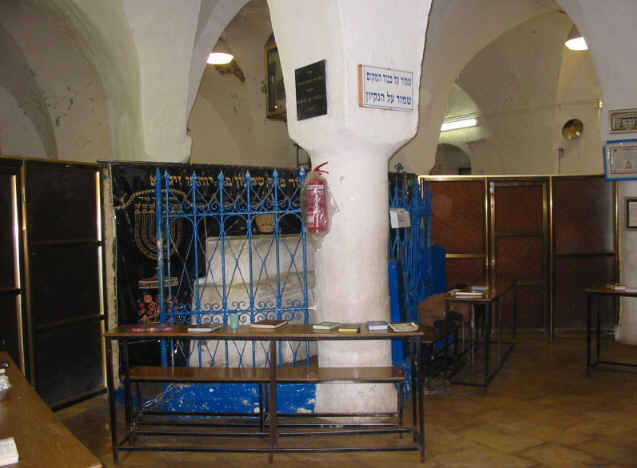
Il cartello al di sopra del recinto dipinto in azzurro chiarisce che quello è il punto della caverna in cui Rabbi Shimon bar Yohai è stato inumato. Questa ampia sala è divisa a metà per separare gli uomini dalle donne

Lag Ba'omer è tradizionalmente considerata la data dell'anniversario della sua morte, anche se non tutti sono concordi.
Come altri anniversari, quello di Shimon bar Yohai è ampiamente conosciuto come un Yom Hillula, un giorno di celebrazione. Ciò si basa sul testo originale dello Shaar HaKavanot di Rabbi Moshe Chaim Luzzato, che si riferisce al giorno come allo Yom Simchato ("il giorno della felicità"), anziché allo Yom SheMet ("il giorno in cui là egli è morto"). V'è così un'abitudine ampiamente osservata di celebrare il suo anniversario a Meron, in cui Rabbi Shimon bar Yochai e suo figlio, Rabbi Elazar ben Simon sono stati inumati. Con fiaccole, musiche e festeggiamenti, lo Yom Hillula è celebrato da decine di migliaia di persone. Questa celebrazione fu una richiesta specifica fatta da Rabbi Shimon bar Yochai ai suoi studenti. È usanza nelle celebrazioni a Meron, che risalgono all'epoca di Rabbi Isaac Luria, che i bambini di tre anni diano i loro primi capelli tagliati (chiamati upshirin), mentre i loro genitori distribuiscono vino e dolci.
La costruzione in cui i due Rabbi sono stati inumati risale all'età crociata.